# Галышева, Юлия Евгеньевна
Ю́лия Евге́ньевна Га́лышева (род. 23 октября 1992 года, Усть-Каменогорск, Казахстан) — казахстанская фристайлистка, специализирующаяся в могуле, бронзовый призёр зимних Олимпийских игр 2018 года, чемпионка мира 2019 года в могуле, призёр чемпионатов мира, чемпионка зимних Универсиад 2015 и 2017 года, зимних Азиатских игр 2011 и 2017 года, победительница и многократный призёр этапов Кубка мира.

## Биография
На международных соревнованиях выступает с марта 2006 года. Её первым стартом был Кубок Европы на курорте «Красное Озеро» близ Санкт-Петербурга, на котором Юлия была 21-й в могуле и 18-й в параллельном могуле.
В марте 2007 года в Италии на чемпионате мира Юлия была 22-й в могуле и 21-й в параллельном могуле.
В феврале 2008 года на этапе кубка Европы в германском Шлирзе взяла «серебро» в параллельном могуле, хотя в могуле оказалась лишь 8-й. А несколькими днями позже на этапе кубка мира в шведском Энгельберге Юлия уже берёт «золото» как в могуле, так и в параллельном могуле.
В 2010 году Юлия принимает участие в Олимпиаде, где становится 11-й в могуле. В том же году она побеждает на турнире в финской Руке и на этапе кубка мира во французском городе Мерибель, где показывает рекордный для себя результат в 1000 очков.
На зимней Азиаде-2011 в Алматы берёт «золото» как в могуле, так и в параллельном могуле. В том же году она побеждает на этапе в финском Ювяскюля. Здесь же она становится и чемпионом мира среди юниоров в могуле.
В 2012 году она снова стала чемпионкой мира среди юниоров в могуле, на этот раз в итальянском Вальмаленцо. Кроме того, она завоевала бронзовую медаль в параллельном могуле. А на этапе Кубка мира в Китае она становится «бронзовым» призёром.
В сезоне 2012/2013 трижды поднималась на подиум на этапах Кубка мира.
На зимних Олимпийских играх 2014 года в Сочи стала седьмой, проиграв 0,03 балла Айко Уэмура, занявшей 6 место. Казахстанская делегация подала протест на судейство, но его не приняли. После выступления на Олимпиаде Юлия заявила, что решила завершить спортивную карьеру, однако в интервью в декабре 2014 года сообщила, что из спорта не уходила, но покинула сборную и сменила тренера.
13 декабря 2014 года Юлия заняла 1-е место на Кубке мира по фристайлу в дисциплине парный могул в Рука (Финляндия). Выиграв у Хлои Дюфур-Лапоинт (серебряная медалистка Олимпиады в Сочи-2014) и стала первой победительницей сезона в Кубке мира у женщин.
На Универсиаде 2015 года в испанской Гранаде становится победителем в могуле.
16 апреля 2015 года Юлия Галышева награждена почётным знаком «За заслуги в развитии физической культуры, спорта и туризма» Межпарламентской ассамблеи СНГ за значительный вклад в развитие физической культуры, спорта и туризма в государствах — участниках Содружества Независимых Государств, реализацию идей сотрудничества в сфере физической культуры, спорта и туризма.
В сезоне 2015/2016 дважды поднималась на подиум этапов Кубка мира. 5 февраля 2016 года взяла серебро в могуле в американском Дир-Вэлли уступив лишь 15 сотых балла лидеру кубка мира в могуле канадке Жюстин Дюфур-Лапуант, а через 2 дня там же 7 февраля повторила свой серебряный успех на этот раз в парном могуле и так же золото ей не позволила взять канадка Жюстин Дюфур-Лапуант, которой Юлия проиграла в финальном заезде парного могула по оценкам судей 20 на 15.
Студентка Казахской академии туризма и спорта.
В феврале 2017 года победила в могуле на зимней Универсиаде в Алма-Ате, а на зимних Азиатских играх в Саппоро завоевала «золото» (в параллельном могуле) и «серебро» (в могуле).
21 декабря 2017 года Юлия Галышева выиграла серебряную медаль на втором этапе Кубка мира, а 22 декабря — золотую медаль на третьем этапе в Тайву (Китай) в дисциплине могул.
11 февраля 2018 года Юлия Галышева завоевала бронзовую медаль на зимних Олимпийских играх в Пхёнчхане в дисциплине могул, получив в главном финале оценку 77,40. Это первая в истории Казахстана медаль во всех дисциплинах фристайла на Олимпийских играх.
9 февраля 2019 года Галышева стала чемпионкой мира по фристайл-могулу в американском Парк-Сити на горнолыжном курорте Дир-Вэлли.
Указом Президента Республики Казахстан № 798 от 5 декабря 2018 года награждена орденом «Курмет» (Почёт) вместе с главным тренером национальной команды по фристайлу-могул Еленой Круглыхиной
23 февраля 2019 года стала третьей на этапе Кубка мира по фристайлу (могул) в японском Тазавако.

## Интересные факты
Первую в истории Казахстана олимпийскую медалистку в могуле Юлию Галышеву тепло поздравили на родине. За эту награду она получит от государства 75 000 долларов. Аналогичное вознаграждение получит и личный тренер могулистки Елена Круглыхина. А в мае на торжественном открытии ХХІ игр Народного спорта глава Восточно-Казахстанской области Даниал Ахметов вручил яркой звезде отечественного спорта ключи от квартиры в элитном районе Усть-Каменогорска, белый автомобиль «Peugeot 301» местной сборки, а также сертификат на сумму 16 миллионов тенге.